# كورنيه نيكولاس مورفي
الربان كورنيه نيكولاس مورفي كان قائد فرقاطة لو سيرف التابعة لشركة الهند الشرقية الفرنسية. في الأول من نوفمبر عام 1756، استولى على سيشل باسم ملك فرنسا وشركة الهند الشرقية الفرنسية.